# Mesamia retusa
Mesamia retusa är en insektsart som beskrevs av Beamer 1942. Mesamia retusa ingår i släktet Mesamia och familjen dvärgstritar. Inga underarter finns listade i Catalogue of Life.